# Anna Kamecka
Anna Lidia Kamecka (ur. 1972) – polska nauczycielka akademicka, doktor habilitowany nauk chemicznych, profesor Uniwersytetu w Siedlcach (wcześniej Uniwersytet Przyrodniczo-Humanistyczny w Siedlcach), specjalności naukowe: chemia nieorganiczna i chemia koordynacyjna. W latach 2020–2023 dyrektorka Szkoły Doktorskiej Uniwersytetu Przyrodniczo-Humanistycznego w Siedlcach. Została wybrana członkiem Rady Uczelni Uniwersytetu Przyrodniczo-Humanistycznego w Siedlcach w kadencji 2021–2024 oraz 2025–2028.

## Życiorys
W 1996 roku ukończyła jednolite studia magisterskie na Wydziale Chemiczno-Matematycznym Wyższej Szkoły Rolniczo-Pedagogicznej w Siedlcach w zakresie chemii z fizyką. W 2001 roku uzyskała stopień doktora nauk chemicznych na Wydziale Chemiczno-Matematycznym Akademii Podlaskiej w Siedlcach na podstawie rozprawy zatytułowanej „Specyficzne oddziaływania w kompleksach wybranych jonów metali z kwasami iminodi(metylenofosfonowymi) i ich strukturalnymi analogami – kwasami aminometylenobisfosfonowymi”, przygotowanej pod kierunkiem prof. Barbary Kurzak. W 2015 roku uzyskała stopień doktora habilitowanego nauk chemicznych na Wydziale Chemii Uniwersytetu Mikołaja Kopernika w Toruniu w oparciu o osiągnięcie naukowe pt. „Trwałość a struktura kompleksów heteroligandowych powstających w układach Cu(II) – alifatyczna amina – bioligand”.
Prowadzi badania nad otrzymywaniem, charakterystyką i właściwościami fizykochemicznymi luminezujących kompleksów metali przejściowych. Jej zainteresowania naukowe obejmują również badania równowag kwasowo-zasadowych i równowag kompleksowania jonów metali przejściowych w wodnych roztworach wybranych bioligandów. 